# أورورا بوش
أورورا بوش هي راقصة باليه كوبية، ولدت في 10 ديسمبر 1942 في هافانا في كوبا.